# Plectranthus dissectus
Plectranthus dissectus là một loài thực vật có hoa trong họ Hoa môi. Loài này được Brenan miêu tả khoa học đầu tiên năm 1954.